# Women of the Sun
Women of the Sun (en français Femmes du Soleil , en arabe نساء الشمس) est une organisation de femmes palestiniennes basée à Bethléem, fondée en juillet 2021, qui œuvre en faveur d'une résolution pacifique du conflit israélo-palestinien,,. Le nom de l'organisation est une allusion au récit intitulé Hommes au soleil du romancier palestinien Ghassan Kanafani paru en 1962.
Women of the Sun sont membres de l'Alliance pour la paix au Moyen-Orient (Alliance for Middle East Peace (en), groupe d'une centaine d'ONG qui travaillent à la réconciliation des Israéliens et des Palestiniens). En mai 2024, l’organisation comptait environ 3 000 membres.

## Fondation
Women of the Sun a été fondé par Reem Al-Hajajreh qui vit dans le camp de réfugiés de Deheisha à Bethléem (en Cisjordanie), et qui s'est engagée dans la voie de l’activisme « par crainte que ses enfants, qui grandissent sous l’ombre de l’occupation militaire punitive d’Israël en Cisjordanie, finissent par être emprisonnés, blessés ou pire », selon le magazine Time. Son objectif est de donner aux femmes les moyens d’acquérir une conscience politique plus affirmée. 

## Collaboration avec Women Wage Peace
Women of the Sun ont collaboré à plusieurs reprises avec l'organisation israélienne Women Wage Peace, qui poursuit un objectif similaire.
Fin 2021 et début 2022, les deux groupes ont créé ensemble une plateforme commune. En mars 2022, les deux groupes se sont réunis sur une plage sur la mer Morte, pour une conférence de paix,. Cette conférence a été critiquée par l'Union générale des femmes palestiniennes, représentante officielle des femmes palestiniennes au sein de l'Organisation de libération de la Palestine), qui a déclaré que Women of the Sun « normalisait » l'occupation des terres palestiniennes par Israël, et a présenté l'organisation comme « fictive ». 
Le 4 octobre 2023, quelques jours avant le début de la guerre entre Israël et le Hamas, Women of the Sun et Women Wage Peace ont organisé une marche pour la paix de 1 500 femmes à Jérusalem, du Monument de la Tolérance au quartier de Talpiot-Est». Elles ont présenté publiquement un « appel des mères » pour une résolution non violente du conflit, dont les premiers mots sont rédigés en ces termes : « Nous, mères palestiniennes et israéliennes, sommes déterminées à mettre fin au cercle vicieux de l'effusion de sang et à changer la réalité du Conflit difficile entre les deux nations, pour le bien de nos enfants. ».
Ni Women of the Sun ni Women Wage Peace ne proposent une solution politique précise ; elles insistent surtout sur la non-violence.

## Travail humanitaire
Women of the Sun a proposé des programmes liés aux traumatismes, à la protection de l'environnement et à l'autonomisation des femmes.
Pendant la guerre entre Israël et le Hamas, ses membres ont envoyé de la nourriture, des produits menstruels et des fournitures pour les mères à environ 50 familles de la bande de Gaza. Elles ont également travaillé à la collecte de fournitures pour les familles de Cisjordanie, qui ont été économiquement touchées par la guerre. En outre, l'organisation a lancé un « programme de guérison des traumatismes » pour les femmes affectées par la guerre et un groupe de discussion WhatsApp pour les femmes touchées.
Du fait des bombardements israéliens, le contact a été perdu avec de nombreuses femmes gazaouies, qui ont été déplacées et n'ont plus d'accès internet.

## Récompenses
En décembre 2023, Women of the Sun et Women Wage Peace ont toutes deux été nommées par le groupe de travail du prix Nobel de la paix du Centre d'études sur la paix et les conflits de la Vrije Universiteit d'Amsterdam pour le prix Nobel de la paix 2024,.
La fondatrice et directrice de Women of the Sun, Reem Al-Hajajreh, a été sélectionnée comme l'une des femmes de l'année 2024 par le TIME, parmi 12 « leaders extraordinaires œuvrant pour un monde plus égalitaire ».

## Film documentaire
- Résister pour la paix, de Hanna Assouline et Sonia Terrab, 2024[18]